# Muang Xam-Tai
Muang Xam-Tai är ett distrikt i Laos.   Det ligger i provinsen Hua Phan, i den norra delen av landet, 300 km nordost om huvudstaden Vientiane.